# Wolfgang Meseth
Wolfgang Meseth (* 1970) ist ein deutscher Erziehungswissenschaftler und Hochschullehrer.

## Leben
Meseth absolvierte von 1986 an eine Ausbildung zum Industriekaufmann und war anschließend in diesem Beruf tätig. Im Jahr 1993 machte Meseth das Abitur in Frankfurt am Main und begann im Anschluss ein Studium der Erziehungswissenschaften an der Johann Wolfgang Goethe-Universität Frankfurt am Main. Dieses schloss er 1999 als Diplom-Pädagoge ab. Im Jahr 2000 war Meseth wissenschaftlicher Mitarbeiter am Institut für Allgemeine Erziehungswissenschaft an der Goethe-Universität und von 2001 bis 2003 war er Promotionsstipendiat des Cusanuswerks. 2004 promovierte er in Erziehungswissenschaften an der Goethe-Universität und war im Anschluss als wissenschaftliche Hilfskraft dort tätig. In den Jahren 2005 bis 2007 war Meseth wissenschaftlicher Mitarbeiter im an der Goethe-Universität angesiedelten DFG-Forschungsprojekt „Der Umgang mit den Paradoxien politisch-moralischer Erziehung“. Meseth übernahm 2010/11 eine Lehrstuhlvertretung für Erziehungswissenschaft mit dem Schwerpunkt Schulpädagogik an der Johannes Gutenberg-Universität Mainz und war im Jahr 2013 W2-Professor für Schulpädagogik/Allgemeine Didaktik mit dem Schwerpunkt Unterrichtsforschung an der Universität Koblenz-Landau. Von Oktober 2013 bis März 2021 war Meseth W2-Professor für Schulpädagogik mit dem Schwerpunkt „Bildung und Heterogenität“ an der Philipps-Universität Marburg. Einen im Oktober 2020 erfolgten Ruf auf eine W2-Professur an der Goethe-Universität lehnte er ab. Im Dezember 2020 wurde Meseth auf eine W3-Professur für Erziehungswissenschaft mit dem Schwerpunkt Erziehung, Politik und Gesellschaft an der Goethe-Universität berufen und trat diese im April 2021 an.
Meseths Forschungsschwerpunkte liegen unter anderem in den Bereichen Erziehung, Politik und Gesellschaft, der qualitativ-rekonstruktiven Unterrichtsforschung und der Heterogenitäts-/Inklusionsforschung. Er ist Mitglied der Deutschen Gesellschaft für Erziehungswissenschaft und dort Mitglied der Sektionen „Schulpädagogik“ und „Allgemeine Erziehungswissenschaft“. Seit März 2016 ist er Sprecher der DGfE-Kommission „Wissenschaftsforschung“. Seit 2013 ist Meseth Herausgeber der im Klinkhardt-Verlag erscheinenden Reihe Beiträge zur Theorie und Geschichte der Erziehungswissenschaft und seit 2016 Mitherausgeber der im Kohlhammer Verlag publizierten Reihe Grundriss der Pädagogik.